# Sistema Nacional de Emprego
O Sistema Nacional de Emprego (SINE) é um órgão do governo federal do Brasil, coordenado pelo Ministério da Economia, por intermédio da Secretaria Especial de Produtividade, Emprego e Competitividade (SEPEC). Por meio do SINE, o trabalhador consegue confeccionar sua carteira de trabalho e principalmente, consultar vagas de trabalho disponíveis na sua cidade, região ou estado.

## Histórico
O Sine foi fundado em outubro de 1975, com a orientação da Organização Internacional do Trabalho (OIT).
Tem como objetivo de fazer a unificação de mão-de-obra através de suas agências espalhadas por todo o país, controlar o pagamento do seguro-desemprego e apoiar o Programa de Geração de Emprego, Trabalho e Renda (PROGER). Até 2019 o SINE era responsabilidade do Ministério do Trabalho, que foi incorporado ao Ministério da Economia.
Em 2016, a Rede SINE possuía 1.500 postos de atendimento em mais de 1.200 municípios dos 26 estados e no Distrito Federal.